# T-34
T-34는 소련의 중형전차로 소련 전차 디자인에 지속적이고도 지대한 영향을 끼친 전차였다. 초반에 도입될 당시 T-34는 화력, 기동성, 방호, 접지력 등이 모두 뛰어났다. T-34의 76.2 mm 고속전차포는 맞수들에 비해 우월한 화력을 보유할 수 있게 했다. 또한 전차의 경사장갑은 몇몇 현대 대전차무기가 관통하기 까다로웠다. 1941년 처음으로 적과 마주했을 때, 독일 장군 파울 루트비히 에발트 폰 클라이스트는 이 전차를 "세계에서 가장 훌륭한 전차"라고 불렀다. 또한 그는 그 시기에 존재하던 독일 전차들을 압도한다고 인정했다. 이 전차의 장갑과 무장은 전쟁 이후 도태되었지만, 이 전차는 제2차 세계 대전의 전차 계획안 중 가장 효율적이고, 효과적이고, 영향력이 큰 전차 중 하나로 신뢰받고 있다.
T-34는 제2차 세계 대전 내내 소련군의 주력전차였다. 1944년 초까지 T-34의 기본적인 특징은 거의 변경되지 않았으며, 더욱 향상된 T-34-85와 그 파생형이 도입된 이후, T-34도 화력이 보강되었다. T-34 전차의 생산 방식은 지속적으로 개선되었고 동부 전선에서의 요구를 충족하기 위해 더욱 합리화되면서, 전쟁이 진행될수록 T-34의 생산은 빨라졌고 생산가격도 더 저렴해졌다. 소련은 총 80,000대의 T-34 및 그 개량형을 생산할 수 있었고, 이 덕분에 독일 국방군과의 전투에서 수많은 전차를 손실했음에도 불구하고 소련은 전선에 전차를 지속적으로 투입할 수 있었다. 붉은 군대의 수많은 경전차와 중전차를 대체하면서 T-34는 소련이 제2차 대전 기간 동안 가장 많이 생산한 전차가 되었으며, T-54/T-55 다음으로 소련이 전 기간 동안 많이 생산한 전차였다. 이 전차는 소련이 생산한 전차 중 가장 많은 손실을 입은 전차이기도 한데, 총 44,900대가 전쟁 중 손실되었다. 이 전차는 이후 T-54/T-55 시리즈와 이후 현대 전차에 속하는 T-62에까지 영향을 미쳤다. T-34의 개량형은 제2차 세계 대전 이후 전세계로 수출되었고, 2010년 일부 개발도상국에서는 여전히 운용 중이다.

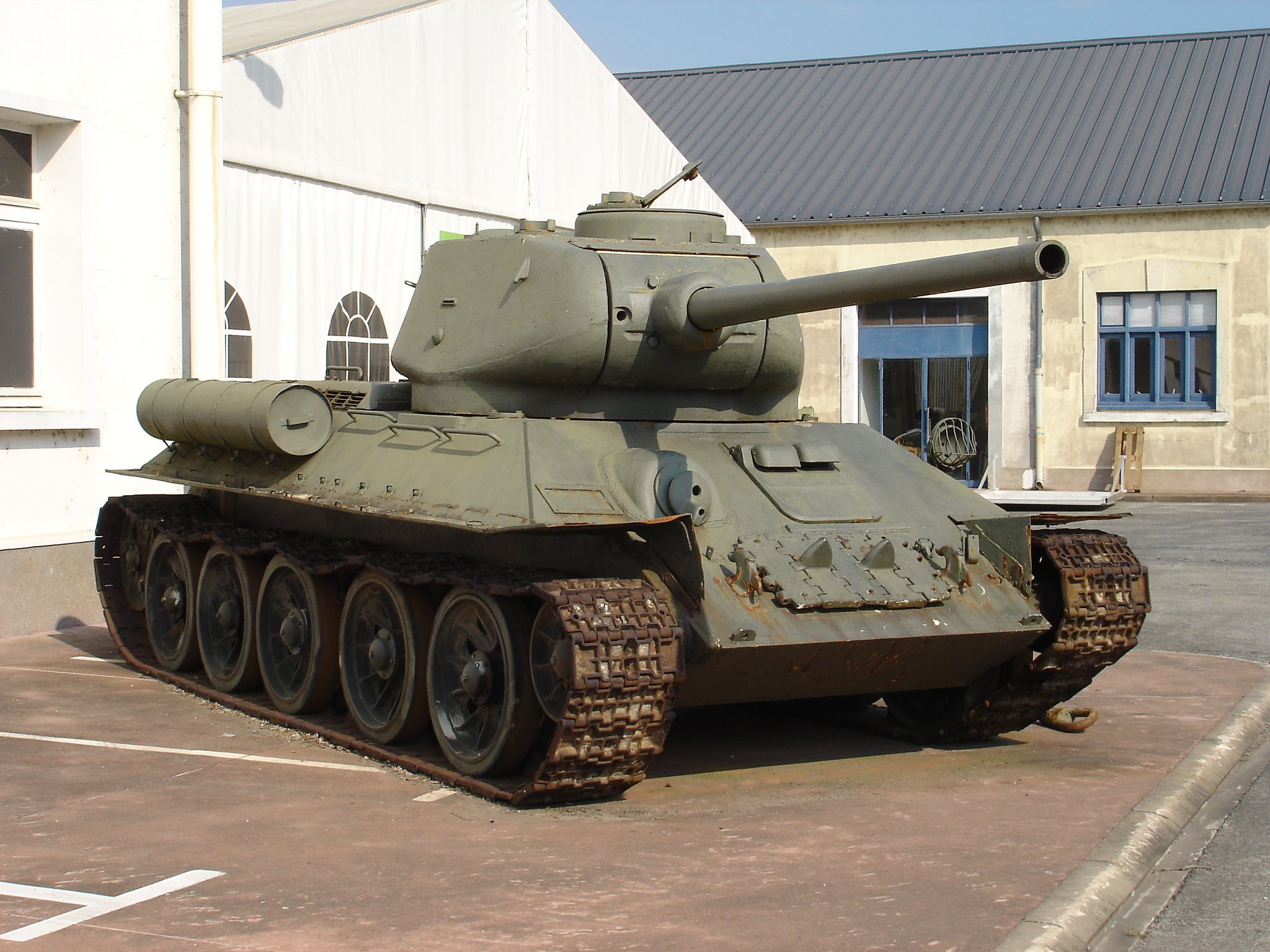

## 운용국

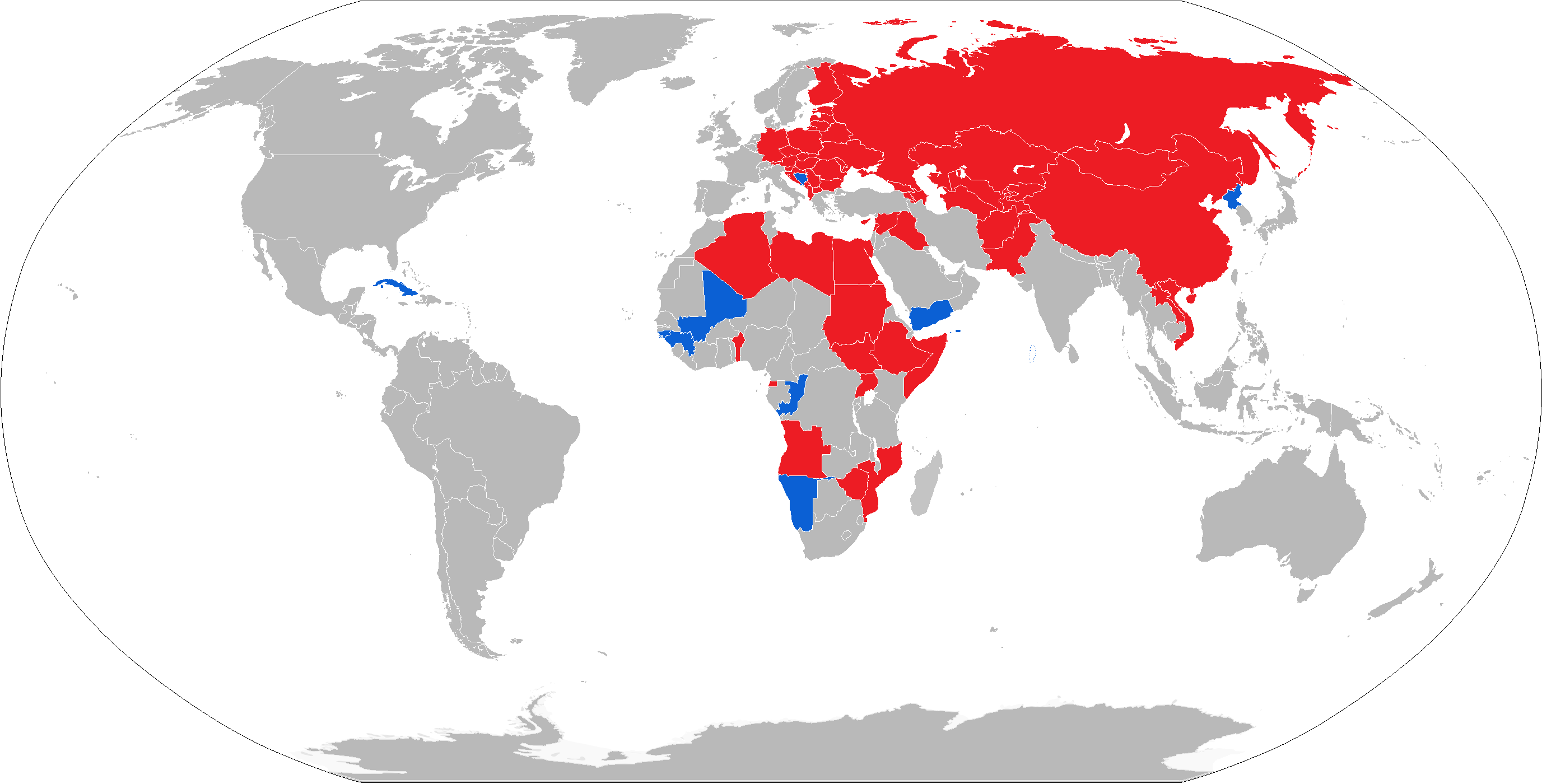
T-34 운용국은 파랑, 과거 운용국은 빨강으로 표시되어 있다.

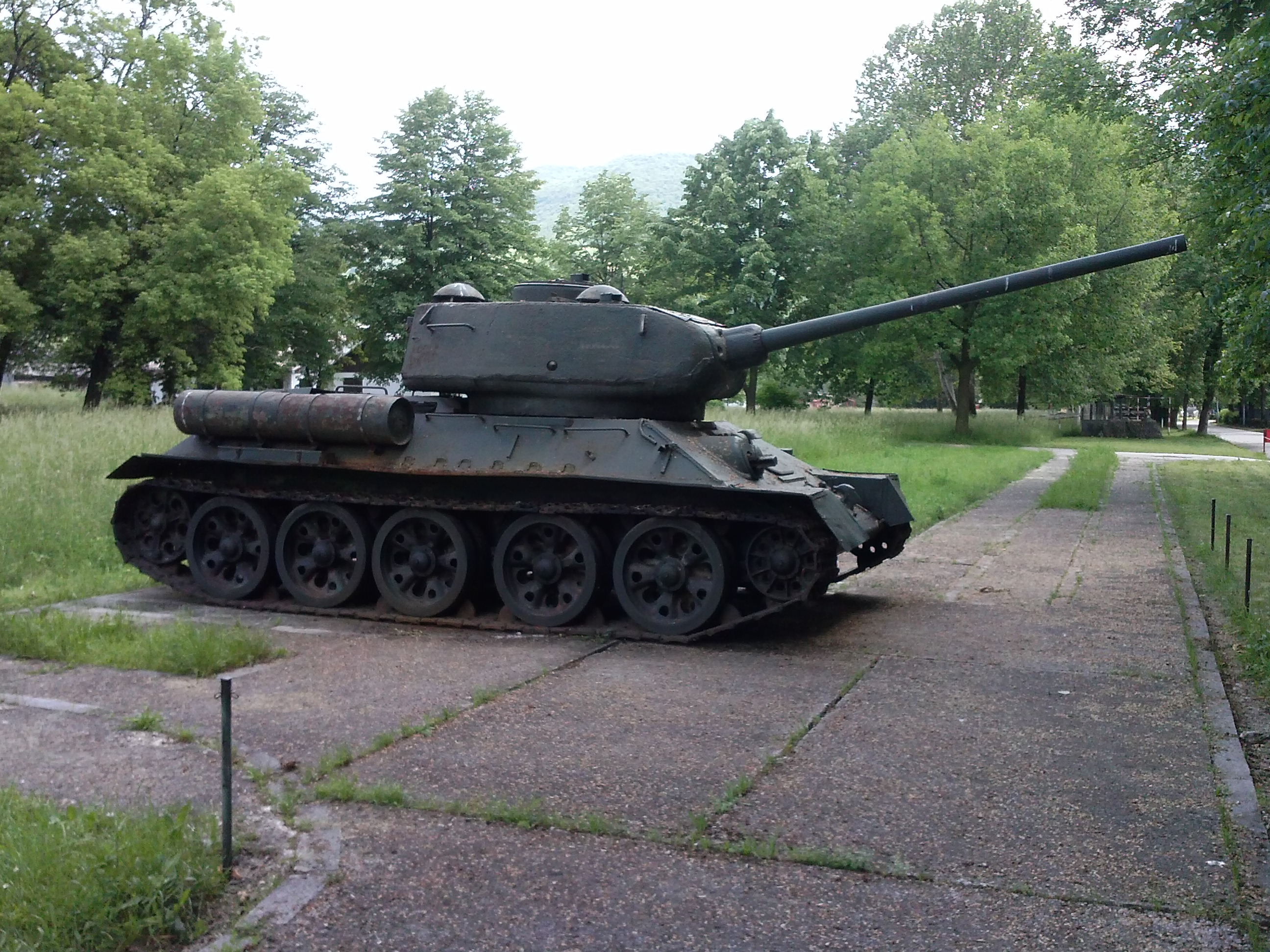
2014년 보스니아 헤르체고비나군의 T-34-85.

### 현재
- 쿠바: 642;[11] 운용 중인 전차 수 불명[10]
- 보스니아 헤르체고비나: 5[10]
- 콩고 공화국: 예비.[10]
- 기니: 45;[11] 30대 운용.[10]
- 기니비사우: 10[10][11]
- 나미비아: 4;[12] 예비.[10]
- 북한: 650;[11] 운용 중인 전차 수 불명.[10]
- 예멘: 250;[13] 30대 운용.[10]
- 베트남: 300대 공수;[11] 45대 운용[14] (훈련용)

### 과거
- 아프가니스탄: 175[11]

- 알제리: 113[13]
- 알바니아: 138[11]
- 앙골라: 80[11]
- 오스트리아: 25[11]
- 불가리아: 599[11]
- 중화인민공화국: 2,500[11]
- 키프로스: 32[11]
- 체코슬로바키아: 1,800[11]
- 이집트: 380[11]
- 적도 기니[15]
- 에티오피아: 56[11]
- 핀란드: 9대 노획[15]

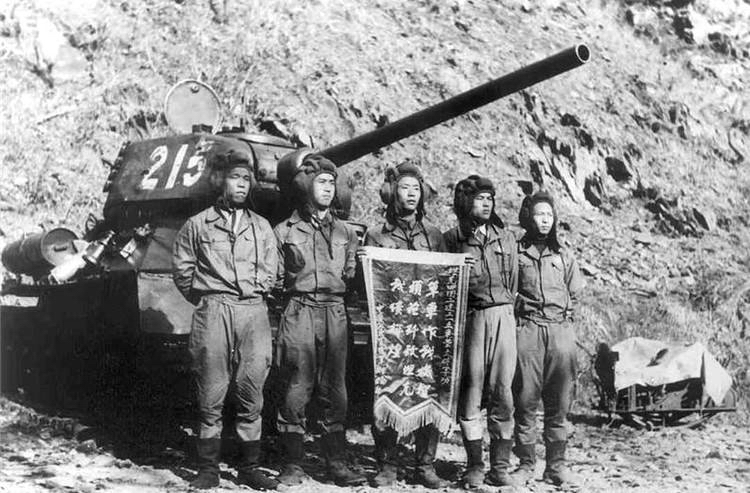
1952년 6.25 전쟁 당시 중국인민지원군의 T-34 전차.

- 나치 독일: 노획 ("Pz. 747(r)"로 명명)
- 동독: 872[11]
- 헝가리: 150[11]
- 이탈리아 왕국: 노획.[16]
- 이라크: 175[11]
- 라오스: 30[10][17][18]
- 레바논[15]
- 리비아: 65[11]
- 말리: 30;[11] 현재 퇴역.[19]
- 몽골: 40[11]
- 모잠비크: 200[11]
- 파키스탄: 25[11]
- 팔레스타인: 24[20]
- 폴란드: 1,000[11]
- 루마니아:

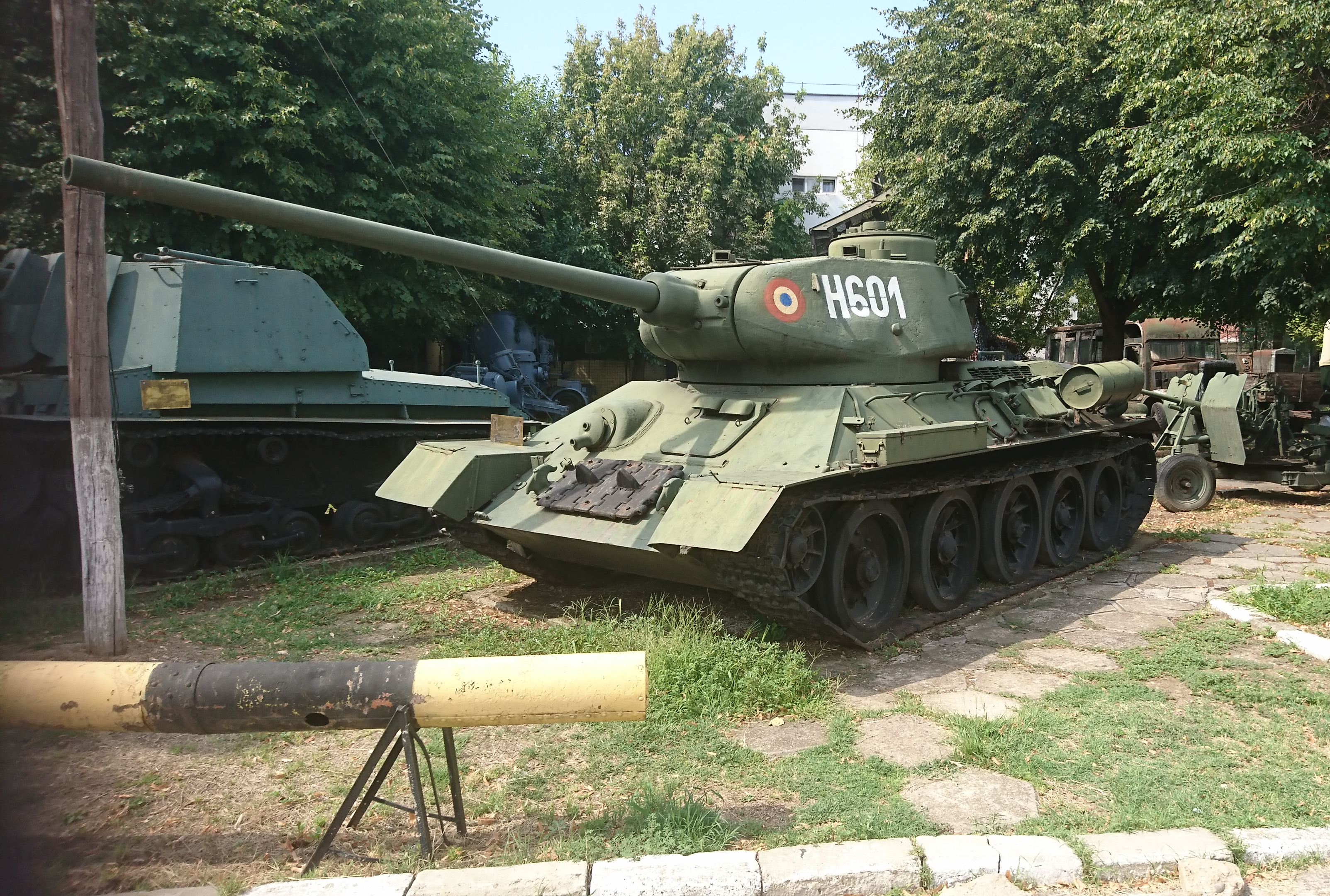
부쿠레슈티의 루마니아 국가군사박물관에 TACAM R-2 옆에 전시된 T-34-85.

-  루마니아 왕국:1942년 11월 1일 2대를 노획했으며, 1944년 3월 4대를 더 노획했다. 노획한 첫 2대는 많이 개량되었다.
-  루마니아 사회주의 공화국: 1949년부터 1957년까지 소련과 체코슬로바카아에서 935대의 T-34-85를 받았고, 루마니아는 이를 현대화했다. 더욱이, 12대의 장갑구난차량과 12대의 SPK-5 기동 크레인이 1955년부터 1958년까지 들어왔다.

- 소말리아: 120[11]
- 소련[15]
- 수단: 20[11]
- 시리아: 200[11]
- 토고: 7[24]
- 우간다: 10[11]
- UNITA[25]
- 북예멘: 150[11]
- 남예멘: 80[11]
- 유고슬라비아: 889[15]
- 짐바브웨: 10[26][27]

## 파생형
T-34는 크게 두 개의 주요 생산 계열이 있었으며, 각각의 계열은 하위 파생형이 있었다. T-34의 파생형을 분류하는 것은 상당히 복잡할 수 있다. 포탑의 주조물, 표면의 세부사항, 그리고 탑재 장비는 생산한 공장마다 달랐으며, 새로운 특성들이 전차 생산 중에 추가되거나 구식 전차에 장착되었다. 파손된 전차들은 다시 제작되었으며, 새로운 모델의 장비나 새 포탑이 추가되기도 하였다.
붉은 군대는 T-34를 명명하는 것에 일관된 정책을 가지지 않고 있었다. 그러나 적어도 1980년대부터는, 많은 학술자료에서 소련식 명명법을 사용하였고, "T-34"는 76.2 mm 주포를 탑재한 전차형, "T-34-85"은 85 mm 야포를 탑재한 전차형이었고,, 소수의 다른 모델은 "T-34 1940년형"과 같이 연도로 구별하였다. 몇몇 러시아 역사학자들은 다른 명명법을 사용했는데, 첫 T-34 전차를 1940년형이 아닌 "T-34 1939년형"으로 언급했고, 원래의 포탑과 F-34 포를 탑재한 모든 T-34 전차들을 "1941년형"과 "1942년형"으로 나누는 대신, "1941년형"으로 통용해서 불렀다. 그리고 육각형 모양의 포탑을 장착한 T-34 전차들은 "1943년형"이 아닌 "1942년형"으로 불렀다. 제2차 세계 대전 당시 독일 군정보부는 T-34의 주요 생산 계열을 "T-34/76"과 "T-34/85"로 명명하고, 하위 파생형은 서양에서 통용되는 명명법인 알파벳으로 구별하였다. 독일군이 노획한 T-34를 사용할 때, "Panzerkampfwagen T-34(r)"로 명명했으며, 여기서 "r"은 "러시아"를 의미했다.

### 기타 파생형

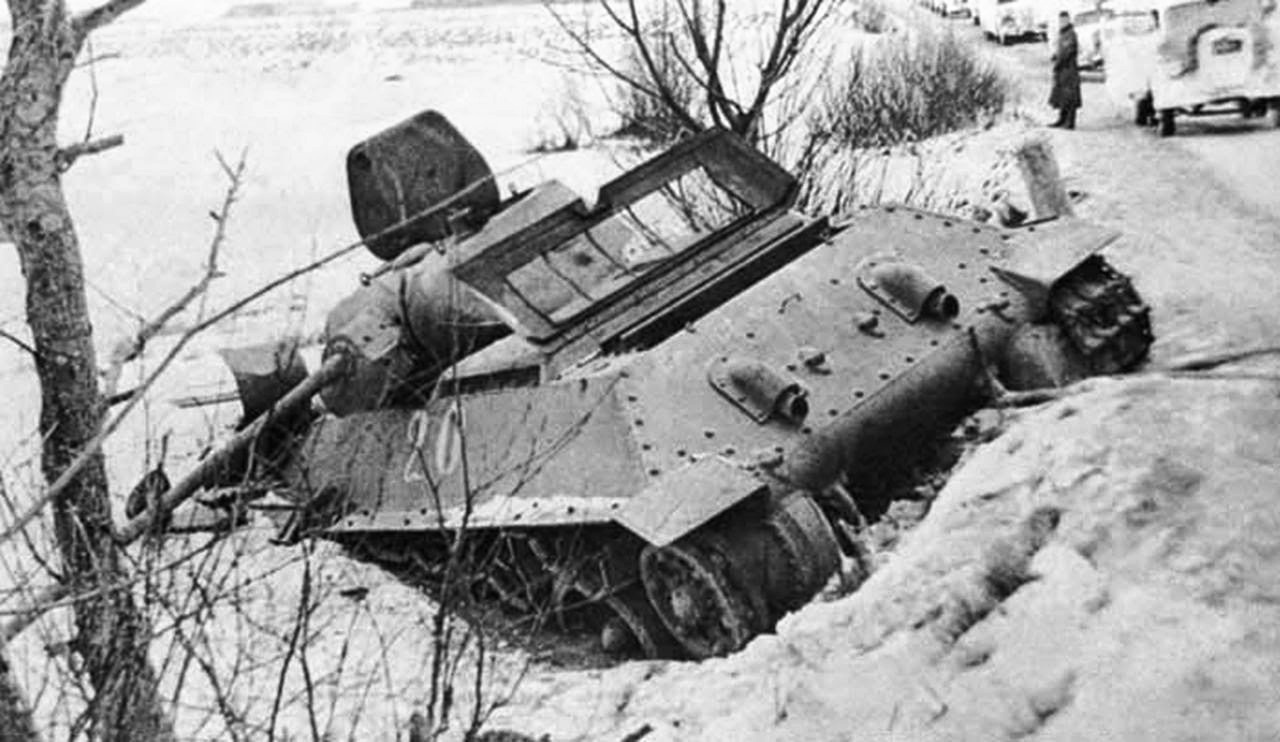
1941년의 T-34-57

- 화염방사전차: OT-34와 OT-34-85는 차체의 기관총 자리에 화염방사기 ATO-41를 장착했다. 1170대의 OT-34-76과 331대의 OT-34-85가 제작되었다.[32]
- PT-1 T-34/76: Protivominniy Tral (반지뢰 트롤) 지뢰 제거 전차로, T-34 1943년형이나 T-34-85 차체에 기반하여 제작되었다.[33]
- 사모코드나야 우스타노브카(러시아어: Samokhodnaya Ustanovka, SU, 자주포 및 구축전차):
  - SU-122, T-34 1943년형 차체에 기반한 자주포.[34]
  - SU-85, T-34 1943년형 차체에 기반한 구축전차.[34]
  - SU-100, T-34-85의 차체에 기반한 구축전차.[35]

## 생존 차량
수많은 T-34와 T-34-85가 생산되었고, 소련은 유럽과 아시아의 여러 전장에서 공격적으로 이들을 사용했으며, 전세계의 소련의 동맹국에 이들을 나누어주었다. 이 세 가지 요인 때문에, 수많은 T-34가 여전히 남아있다. T-34는 군사 박물관의 수집품이거나 전쟁 기념관에 전시되어 있다. 다수의 T-34는 개인이 소장하고 있으며, 비무장용으로 사용되는 전차들은 2만 달러에서 4만 달러로 팔리고 있다. 여전히 수많은 제3세계의 군에서는 후방 부대에서 사용하고 있으며, 다른 곳에서는 영화 제작과 같은 민간용으로 사용한다. "라이언 일병 구하기"나, "네레트바강 전투", "켈리의 영웅들"과 같은 수많은 제2차 세계 대전을 배경으로 한 영화에서, 티거 1의 희소성으로 인해 T-34-85 전차들은 티거 1처럼 수정되어서 등장했다. 시드니 폴락의 1969년 영화 "고성을 사수하라"에서는 거의 수정되지 않은 T-34-85 전차들이 독일군 전차로 사용되었다.
2000년에는, T-34 1943년형이 에스토니아의 수렁 밑에서 56년 만에 발견되었다. 전차는 독일군에 노획된 뒤 후퇴할 때 사용되었는데, 연료가 떨어지자 늪에 버리고 갔다. 수렁의 저산소 환경이 전차를 보존했고, 기름 누수나 녹, 그리고 다른 물로 인한 피해가 전차에서 전혀 발견되지 않았다. 엔진은 완전히 작동할 수 있도록 고쳐졌다.
다른 T-34의 보존사례에는 포트리에 있는 미국 육군 야포 훈련 및 유적 센터에 있는 1941년형과 프랑스의 무지 디 블랑데에 전시된 2대의 T-34 등이 있다. 무지 디 블랑데의 T-34 중 1대는 여전히 작동하며, 여름의 "카루셀" 전차 전시 때마다 전시품으로 등장한다. 만델라 웨이 T-34 전차는 런던 버먼지 근처의 거리명에서 이름을 딴 개인 소유의 T-34-85 전차로, 예술가들과 그라피스트들이 자주 다시 색칠하고 있다.

## 같이 보기
- 소련의 전차 목록
- 제2차 세계 대전 당시의 소련의 전투 차량 생산
- T-34 (영화)